# Orde van de Oktoberrevolutie

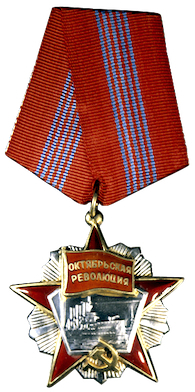
Lint

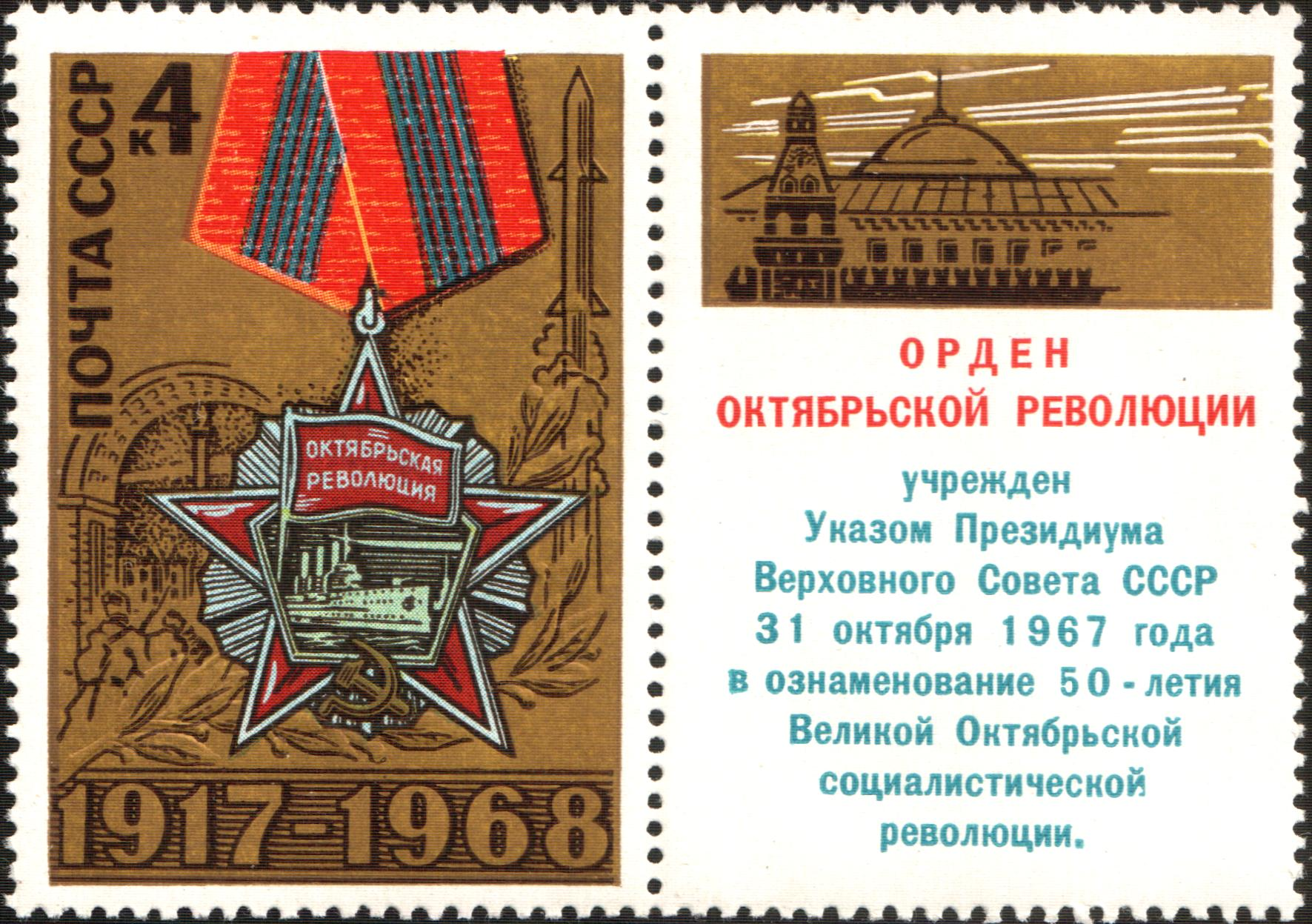
Postzegel van de Sovjet-Unie uit 1967

De Orde van de Oktoberrevolutie (Russisch: "Орден Октябрьской Революции", "Orden Oktyabr'skoy Revolyutsii") werd op 31 oktober 1967 door het Presidium van de Opperste Sovjet ingesteld ter herinnering aan de vijftigste verjaardag van de Oktoberrevolutie, de communistische machtsgreep waarbij de eerste democratische Russische regering werd afgezet. In de Sovjet-Unie werd het afzetten van de tsaar op 2 maart 1917 en het vestigen van een democratisch Rusland niet gevierd. Alle aandacht ging officieel uit naar de machtsgreep van Lenin.
De orde werd toegekend voor het bevorderen van het communisme, de staat of de verdediging van de Sovjet-Unie. De orde werd zeer hoog ingeschaald in het Sovjet-decoratiestelsel. Het werd de tweede orde na de Leninorde en voor de veel oudere Orde van de Rode Banier.
Het is een typische socialistische orde met een enkele graad, dragers in plaats van ridders en een versiersel in de vorm van een ster. Deze rode ster heeft gouden stralen tussen de vijf punten en draagt in het midden een zilveren afbeelding van de kruiser Aurora die in 1918 het startschot gaf voor Lenins staatsgreep. Daarboven is een rode vlag met de aanduiding "Oktoberrevolutie" en daaronder een verstrengelde hamer en sikkel afgebeeld. Het versiersel wordt op de linkerborst gedragen aan een rood lint met vijf blauwe strepen.
De tot museumschip omgebouwde Aurora, het schip ligt aan de kade in Sint-Petersburg, werd zelf ook met deze orde gedecoreerd. Op 21 december 1991 werd de laatste van de 106.462 sterren uitgereikt. De huidige Russische Federatie heeft de orde niet uit de failliete boedel van de voormalige Sovjet-Unie overgenomen.